# Distretto di Jircan
Il distretto di Jircan è uno degli undici distretti della provincia di Huamalíes, in Perù. Si trova nella regione di Huánuco e si estende su una superficie di 84.81  chilometri quadrati.